# The Waldos
The Waldos est un groupe de rock 'n' roll new-yorkais ayant pour leader Walter Lure (ex-The Heartbreakers). C'est au milieu des années 1980 que le guitariste et chanteur Walter Lure et le drummer Charlie Sox forment The Waldos, nom provenant d'un surnom scénique de Walter.
The Waldos lance son premier album Rent Party en 1994, soit 6 ans après la création du groupe. Le 21 août 2020, Walter Lure, figure iconique du punk rock, décède à l'âge de 71 ans.

## Membres

### Membres originaux
- Walter Lure - Chant, guitare
- Tony Coiro - Basse, chant
- Joey Pinter - Guitare
- Charly Sox - Drum

### Membres actuels
- Walter Lure - Chant, guitare
- Ichuji Takanori - Basse, chant
- Takto Nakai - Guitare
- Joe Rizzo - Drum

## Discographie
- 1994 - Rent Party